# باشگاه فوتبال الازیغ‌اسپور
باشگاه فوتبال الازیغ‌اسپور (به ترکی استانبولی: Elazığspor) باشگاه فوتبال ترکیه‌ای است که در سال ۱۹۶۷ در الازیغ تأسیس شده‌است و هم‌اکنون در سوپر لیگ فوتبال ترکیه بازی می‌کند. ورزشگاه الازیغ آتاترک محل انجام بازی‌های خانگی این تیم می‌باشد.